# 1852 na ciência

## Eventos
- August Beer propõe a Lei de Beer, que explica a relação entre a composição da mistura e a quantidade de luz absorvida. Baseado parcialmente em trabalho anterior de Pierre Bouguer e Johann Heinrich Lambert, que estabelece a técnica de química analítica conhecida como espectrofotometria.[1]

## Nascimentos
| Data        | Nome           | Profissão | Nacionalidade                         | Observações                    | Ref         |
| ----------- | -------------- | --------- | ------------------------------------- | ------------------------------ | ----------- |
| 20 de abril | Aubrey Strahan | geólogo   | Reino Unido da Grã-Bretanha e Irlanda | m. 1928 Medalha Wollaston 1919 | [ 2 ] [ 3 ] |

## Mortes
| Data           | Nome           | Profissão                                | Nacionalidade         | Observações                                      | Ref         |
| -------------- | -------------- | ---------------------------------------- | --------------------- | ------------------------------------------------ | ----------- |
| 10 de novembro | Gideon Mantell | ginecologista, geólogo e paleontologista | Reino da Grã-Bretanha | n. 1790 Medalha Wollaston 1835 Medalha Real 1849 | [ 3 ] [ 4 ] |

## Prémios
Medalha Copley
- Alexander von Humboldt[5]